# Guadalcanal
Guadalcanal (Isatabu) – wyspa na Morzu Salomona (Ocean Spokojny), o powierzchni 5302 km², druga co do wielkości wyspa w archipelagu Wysp Salomona, należąca do państwa Wyspy Salomona. Nazwę swą zawdzięcza hiszpańskiemu odkrywcy Álvaro de Mendaña de Neyra pochodzącemu z prowincji Sewilli. Największym miastem jest Honiara, stanowiąca jednocześnie stolicę państwa. Honiara leży na północnym wybrzeżu wyspy, pomiędzy przylądkami Lunga i Cruz, kilka kilometrów na zachód od miejsca, gdzie w roku 1942 znajdował się przyczółek amerykański podczas walk z Japończykami. W 1990 wyspa miała 50 tys. mieszkańców.
Powierzchnia wyspy jest górzysta, w większości porośnięta dżunglą. Najwyższy szczyt to nieczynny wulkan Popomanaseu o wysokości 2332 m n.p.m.
Przedstawicielem miejscowej fauny są pałanki. Pozostałe ssaki to nietoperze i małe gryzonie. Licznie reprezentowane są ptaki, w tym kilka gatunków kolorowych papug. Z gadów występują tu krokodyle różańcowe. Współcześnie krokodyle te spotyka się wyłącznie u południowych brzegów wyspy, ale w latach II wojny światowej spotykano je również na północy. Jadowite węże są nieliczne i nie stanowią poważnego zagrożenia dla turystów. Lasy wyspy zamieszkuje natomiast odmiana jadowitych pareczników, których ukąszenie może być bardzo bolesne. Ponadto problemem zdrowotnym na wyspie jest malaria.
Podstawą gospodarki wyspy jest rolnictwo, przemysł jest słabo rozwinięty, lokalne władze liczą natomiast na wzrost wpływów z turystyki.
Wyspa, razem z innymi wyspami archipelagu, została odkryta i nazwana w 1568 przez hiszpańskiego żeglarza Álvara de Mendañę de Neyrę.

## Historia

### II wojna światowa
Podczas II wojny światowej, w czerwcu 1942 Guadalcanal opanowali Japończycy. Od 7 sierpnia 1942 do 8 lutego 1943 na wyspie trwały ciężkie walki pomiędzy amerykańską piechotą morską, zajmującą umocnione pozycje naokoło lotniska polowego Henderson Field na północnym wybrzeżu, a siłami japońskimi, atakującymi z głębi wyspy, zakończone ostatecznie opanowaniem wyspy przez Amerykanów. Na wysokości północnych wybrzeży wyspy toczyły się podczas tych zmagań liczne bitwy morskie, a z powodu kilkudziesięciu zatopionych w ich trakcie okrętów, cieśnina między Guadalcanalem a wyspami Savo, Florida i Tulagi, zyskała nazwę Ironbottom Sound (Cieśnina Żelaznego Dna).

### Zamieszki polityczne
W 1998 na Guadalcanal wybuchły zamieszki etniczne, skierowane przeciw imigrantom z sąsiedniej wyspy Malaita. Na wyspie zaczęły zwalczać się nawzajem dwa ugrupowania bojówkarskie: Ruch Wolności Isatabu i Orły z Malaity. W lipcu 2000 Orły opanowały Honiarę i zmusiły premiera państwa do ustąpienia. W lipcu 2003, wobec utraty możliwości kontrolowania sytuacji w kraju przez rząd, doszło do wysłania na Guadalcanal żołnierzy zagranicznych sił pokojowych z Australii i państw Oceanii, na prośbę parlamentu Wysp Salomona. W dalszym ciągu na wyspie panuje niestabilna sytuacja polityczna, pogłębiająca kryzys gospodarczy.